# 小野峠
小野峠（おのとうげ）は、日本の峠。下記の通り、各地に同名の峠が複数存在する。
1. 長野県岡谷市の小野峠
2. 滋賀県甲賀市の小野峠
3. 兵庫県三田市の小野峠
4. 山口県長門市の小野峠

## 長野県岡谷市の小野峠
長野県岡谷市の小野峠（おのとうげ）は、旧中山道が塩嶺を越える場所にある標高1,075mの峠。岡谷市と上伊那郡辰野町と塩尻市の境界近くに位置する。三沢峠とも呼ばれるが、これは辰野町側の麓に小野、岡谷市側に三沢という地名があることに由来する。
現在は塩嶺を尾根伝いに走る塩嶺王城パークラインがこの峠と北の勝弦峠を通過している。
江戸時代には木曽谷と諏訪湖とを結ぶ重要な峠であった。初期中山道開設時の本道は、木曽の贄川宿から牛首峠を越え、この峠から下諏訪宿に至る道だったが、難所続きの道であったため塩尻宿経由の迂回路に変更された歴史をもつ。急勾配であるため中央本線もこの峠を迂回して敷設された。

### 峠周辺
- 小野宿
- しだれ栗森林公園

## 滋賀県甲賀市の小野峠

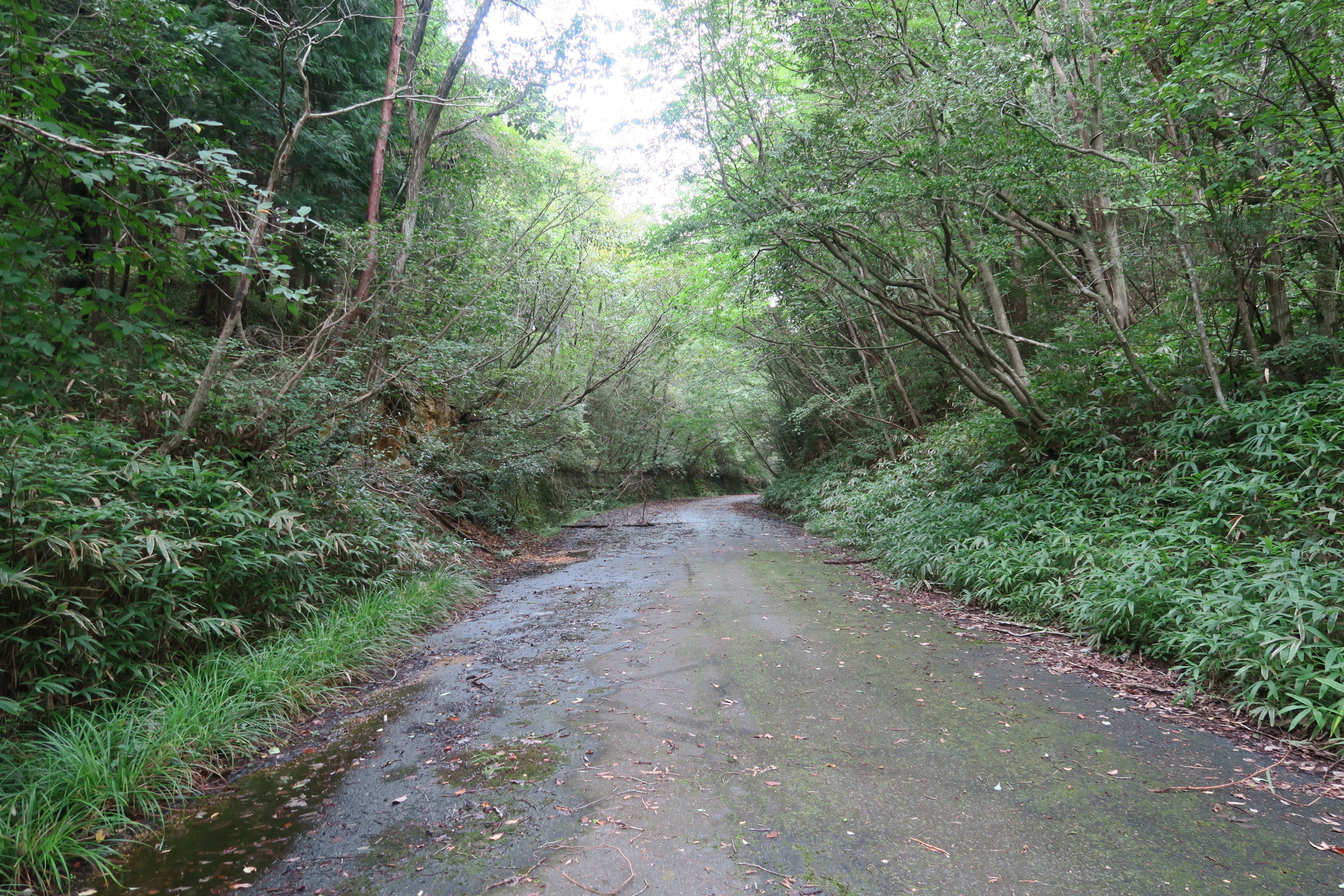
小野峠（甲賀市）

滋賀県甲賀市の小野峠（このとうげ）は、水口町山上の西方、飯道山と庚申山の間の国道307号旧道にある峠。山腹に沿った荒れた、対向できる限界の細い道で、所々崩壊している。峠部は2車線になり、交通量の多かった往時の面影を残している。かつての信楽道の一部で、七曲りとも呼ばれる。道路を管理する甲賀市によってバリケードが置かれ、現在は通行禁止である。

## 兵庫県三田市の小野峠
兵庫県三田市の小野峠（おのとうげ）は兵庫県三田市北浦と兵庫県三田市小野の間にある峠。

## 山口県長門市の小野峠
山口県長門市の小野峠（おのとうげ、おのだお）は長門市三隅上と萩市山田木間の間にある峠。長門市・萩市・美祢市の境界近くに位置する。山口県道308号明木美東線が峠を越えている。